# Horst Riege
Horst Riege (* 27. April 1953 in Essen) ist ein ehemaliger deutscher Fußballspieler.

## Karriere
Bereits als 18-Jähriger trug der Abwehrspieler das Trikot von Bayer 05 Uerdingen und zwischen 1974 und 1978 war er für die Bayer-Elf in der ersten und zweiten Fußball-Bundesliga aktiv. In der Zweitligasaison 1974/75 feierte er mit Uerdingen als Vizemeister den Aufstieg in die Bundesliga. Nach einem gescheiterten Wechsel zu Hércules Alicante setzte er seine Spielerlaufbahn in späteren Jahren in der Oberliga Nordrhein beim 1. FC Viersen, 1. FC Bocholt und TuS Xanten fort.
Horst Riege bestritt insgesamt 33 Bundesliga-Spiele (5 Tore) und 82 Zweitligaspiele (11 Tore).
Nach seiner aktiven Karriere wechselte Horst Riege ins Trainergeschäft. So war er bis heute unter anderem tätig für Preussen Krefeld (Verbands- u. Oberliga), SC Schiefbahn (Landes- u. Verbandsliga), 1. FC Kleve (Landesliga), Rheydter SV (Oberliga) und GSV Moers (Verbandsliga). Im Januar 2010 übernahm er das Traineramt beim Landesligisten SV Sonsbeck und stieg mit ihm in die Niederrheinliga auf.
In der Saison 2015/16 übernahm er das Amt des sportlichen Leiters beim KFC Uerdingen 05. Nach der verpassten Rückkehr in die Regionalliga verließ er den Verein und wurde zur Saison 2016/17 neuer sportlicher Leiter beim Oberligakonkurrenten TSV Meerbusch.